# Richtlinie zur Sicherheit im Unterricht
Die Richtlinie zur Sicherheit im Unterricht (RiSU) ist ein 295-seitiges Regelwerk der Kultusministerkonferenz zur Unfallverhütung an öffentlichen Schulen in Deutschland.

## Beschreibung
Die RiSU erscheint üblicherweise ca. alle drei Jahre in einer neuen Fassung (aktuell: 23. September 2023) und ist in drei Abschnitte gegliedert:
1. Verbindliche Regelungen (S. 12–98),
2. Hinweise und Ratschläge (S. 100–140),
3. Anlagen (S. 142–286).

Durch Verordnung oder Gesetz (Schulgesetz) wird die RiSU in allen 16 Bundesländern zur verbindlichen Vorschrift erhoben, die bei der Planung und Durchführung von Unterricht zu beachten ist. Dabei geht es nicht nur um die rein naturwissenschaftlichen Fächer Biologie, Chemie und Physik, sondern auch um Sicherheit und Gefahrenvermeidung in Fächern wie Kunst (Lösemittel, Speckstein), Musik (Lärmschutz), Werken, Technik, Arbeitslehre, Hauswirtschaft usw. Einige Bundesländer haben eine eigene RiSU, die von der KMK-RiSU geringfügig abweicht.
Um den Lehrkräften den Umgang mit der RiSU zu erleichtern, hat die Deutsche Gesetzliche Unfallversicherung (DGUV) einen Internetauftritt erstellt, wo sich fachspezifische Problemstellungen durch einen Mausklick verdeutlichen lassen. Als weiteres Hilfsmittel zur Erfüllung der Anforderungen aus der RiSU hat die DGUV ein Portal namens DeGINTU (Deutsches Gefahrstoff-Informationssystem für den naturwissenschaftlich-technischen Unterricht) erstellt. Weitere Umgangshilfen sind z. B. die Software D-GISS, die erstmalig 1996 bereitgestellt wurde.

## Gefährdungsbeurteilung

6 Schritte zur Gefährdungsbeurteilung

„Die Gefährdungsbeurteilung ist die systematische Ermittlung und Bewertung relevanter Gefährdungen der Beschäftigten mit dem Ziel, erforderliche Maßnahmen für Sicherheit und Gesundheit bei der Arbeit festzulegen.“:S. 12 Nach der gültigen Gefahrstoffverordnung (GefStVO) ist eine entsprechende Gefährdungsbeurteilung durchzuführen, wenn in der Schule mit Gefahrstoffen hantiert wird. Innerhalb der Schulen sind die Schulleiterinnen und Schulleiter zunächst dafür verantwortlich, dass Gefährdungsbeurteilungen durchgeführt und dokumentiert werden. Die sich daraus ergebenden Aufgaben können schriftlich an Lehrkräfte übertragen werden, die in dem zu bearbeitenden Bereich fachkundig sind und eigenverantwortlich tätig werden.
In der Schule werden naturwissenschaftsdidaktische Experimente in den Fächern Biologie, Chemie und Physik durchgeführt, die zur Vermittlung bereits bekannten naturwissenschaftlichen Wissens genutzt werden. Am Beispiel des Faches Chemie können im Rahmen eines Experimentes Gefahrstoffe als Edukte, Produkte oder Zwischenprodukte eingesetzt werden oder entstehen, für solche Experimente muss zwingend eine Gefährdungsbeurteilung durchgeführt werden. Auch wenn ein Experiment ohne Gefahrstoffe ablaufen kann, wie es im Fach Biologie oder Physik der Fall sein kann, ist meist eine Gefährdungsbeurteilung erforderlich, da sich eine solche Beurteilung nicht nur auf die im Experiment verwendeten Stoffe, sondern auch auf die durchzuführenden Tätigkeiten und die dafür benötigten Geräte bezieht. Das DeGINTU dient der Sicherheit im Unterricht an öffentlichen Schulen, Hochschulen und sonstigen Ausbildungseinrichtungen und wurde für den Geltungsbereich der RiSU konzipiert. Mit DeGINTU können interaktive Gefährdungsbeurteilungen und ein Chemikalienkataster erstellt werden.
Die Gefährdungsbeurteilung erfolgt in mehreren Schritten (siehe Abbildung rechts). Nach dem STOP-Prinzip sind Schutzmaßnahmen festzulegen. Im Rahmen der Gefährdungsbeurteilung bspw. im Fach Chemie muss geklärt werden, wie Reste und Abfälle eines Experiments gefahrlos und umweltgerecht entsorgt werden können.
Eine Gefährdungsbeurteilung für den Unterricht in naturwissenschaftlichen Fächern enthält meist die folgenden Bestandteile: Titel des Experiments, Angabe ob Schüler- oder Lehrkraftexperiment, Versuchsdurchführung (ggf. mit Abbildung), Stoffe mit Signalworten und GHS-Piktogrammen sowie die jeweiligen H- und P-Sätze in Zahlen, Hinweise zur Entsorgung, Gefahren, Tätigkeitsbeschränkungen bei verschiedenen Stoffen, Schutzmaßnahmen, ergänzende Hinweise (z. B. zu sonstigen Gefahren), H- und P-Sätze im Wortlaut, Datum und Unterschrift.